# Macromitrium calymperoideum
Macromitrium calymperoideum är en bladmossart som beskrevs av Mitten 1856. Macromitrium calymperoideum ingår i släktet Macromitrium och familjen Orthotrichaceae. Inga underarter finns listade i Catalogue of Life.